# Schwerpunktverstärker
Schwerpunktverstärker sind Waschhilfsmittel, die in der Textilreinigung eingesetzt werden. Es sind tensidreich eingestellte, oft flüssige Produkte für überwiegend lokale Anwendungen, z. B. zum Vorbehandeln von Fettschmutzrändern am Hemdkragen oder an Manschetten. Beim gewerblichen Waschen sind die Schwerpunktverstärker daneben oft besonders alkali- und bleichmittelreich.